# Nick Foles
Nicholas Edward Foles (Austin, 20 gennaio 1989) è un ex giocatore di football americano statunitense che ha militato nel ruolo di quarterback nella National Football League (NFL).
Fu scelto nel corso del terzo giro (88º assoluto) del Draft NFL 2012 dai Philadelphia Eagles. Al college ha giocato a football per Michigan State e Arizona. Nella stagione 2017, in sostituzione dell'infortunato quarterback titolare Carson Wentz, ha guidato gli Eagles alla vittoria del primo Super Bowl della loro storia vincendo il Super Bowl LII, venendo premiato come MVP della partita. Ha militato anche per i St. Louis Rams, Kansas City Chiefs, Jacksonville Jaguars,  Chicago Bears e Indianapolis Colts.

## Carriera professionistica

### Philadelphia Eagles
Il 27 aprile 2012, Foles fu scelto nel corso del terzo giro del Draft 2012 dai Philadelphia Eagles. Il 21 maggio 2012, il giocatore firmò un contratto quadriennale con la franchigia.

#### 2012

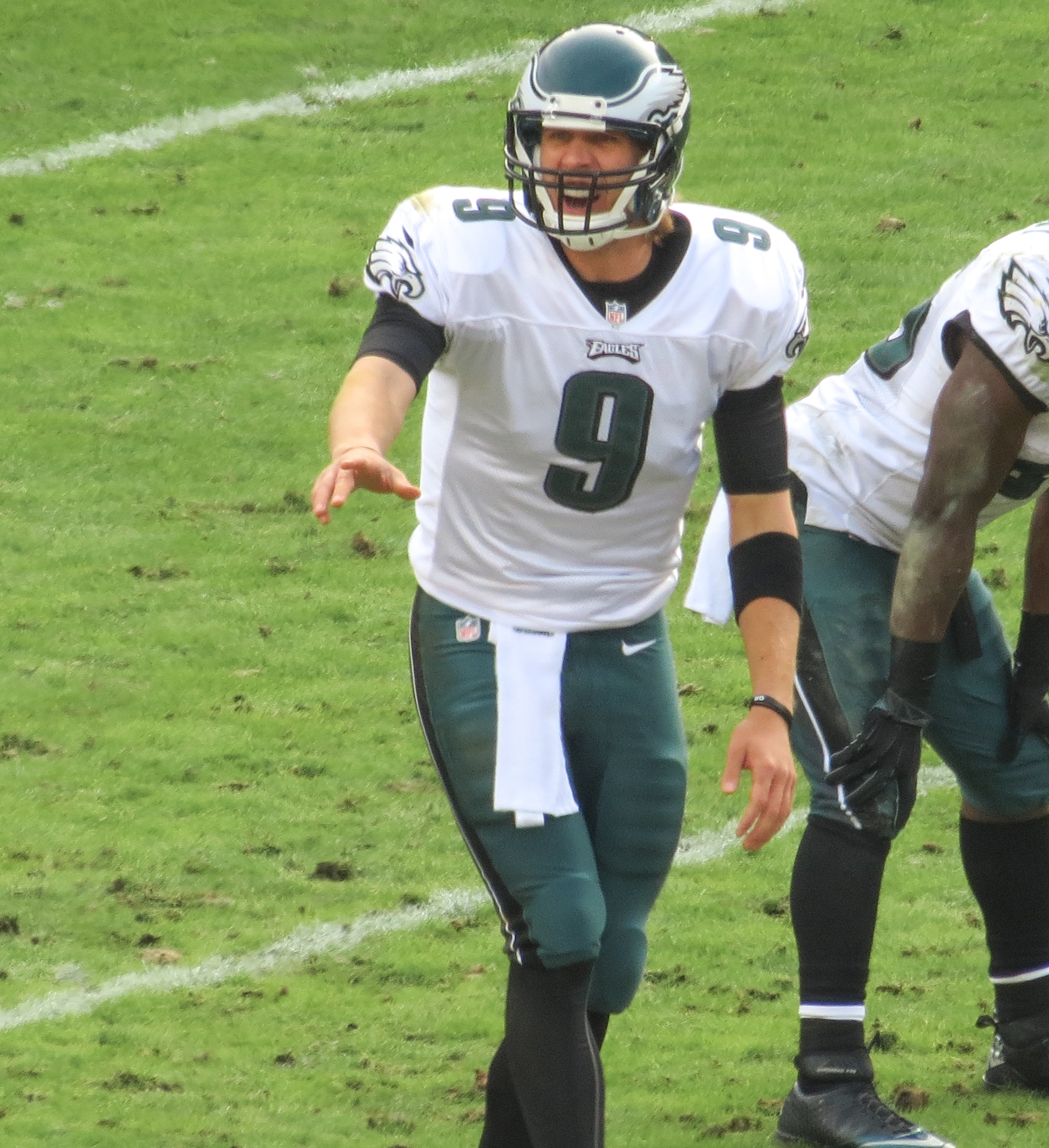
Foles nel novembre 2012.

Foles partì come riserva di Michael Vick nelle prime 9 giornate della stagione, senza mai scendere in campo. Con le prestazioni del veterano in calo rispetto alle annate precedenti, i tifosi degli Eagles iniziarono ad invocare un cambio della guardia nel ruolo di quarterback titolare. L'occasione per Foles giunse durante la gara della settimana 10 contro i Dallas Cowboys in cui Vick subì una commozione cerebrale non facendo più ritorno in campo. Foles subentrò con la squadra in svantaggio e passò 219 yard con un touchdown e un intercetto subito, non riuscendo a guidare la squadra alla rimonta. Il giovedì successivo, Foles fu nominato titolare per la partita successiva contro i Washington Redskins. Alla prima partenza da titolare completò 21 passaggi su 46 tentativi per 204 yard e subì 2 intercetti nella sconfitta. Dopo altre due sconfitte, Foles interruppe la peggior striscia negativa degli ultimi 42 anni degli Eagles giocando una prestazione di alto profilo nella settimana 14 contro i Tampa Bay Buccaneers passando 382 yard e due touchdown, l'ultimo dei quali mentre il tempo andava esaurendosi per Jeremy Maclin che firmò il sorpasso decisivo.
Nel penultimo turno Foles si fratturò una mano, venendo costretto a perdere l'ultima giornata di stagione regolare. La sua prima stagione da professionista si concluse quindi con 7 partite giocate (6 come titolare), 1.699 yard passate, 6 touchdown, 5 intercetti subiti e un passer rating di 79,1.

#### 2013

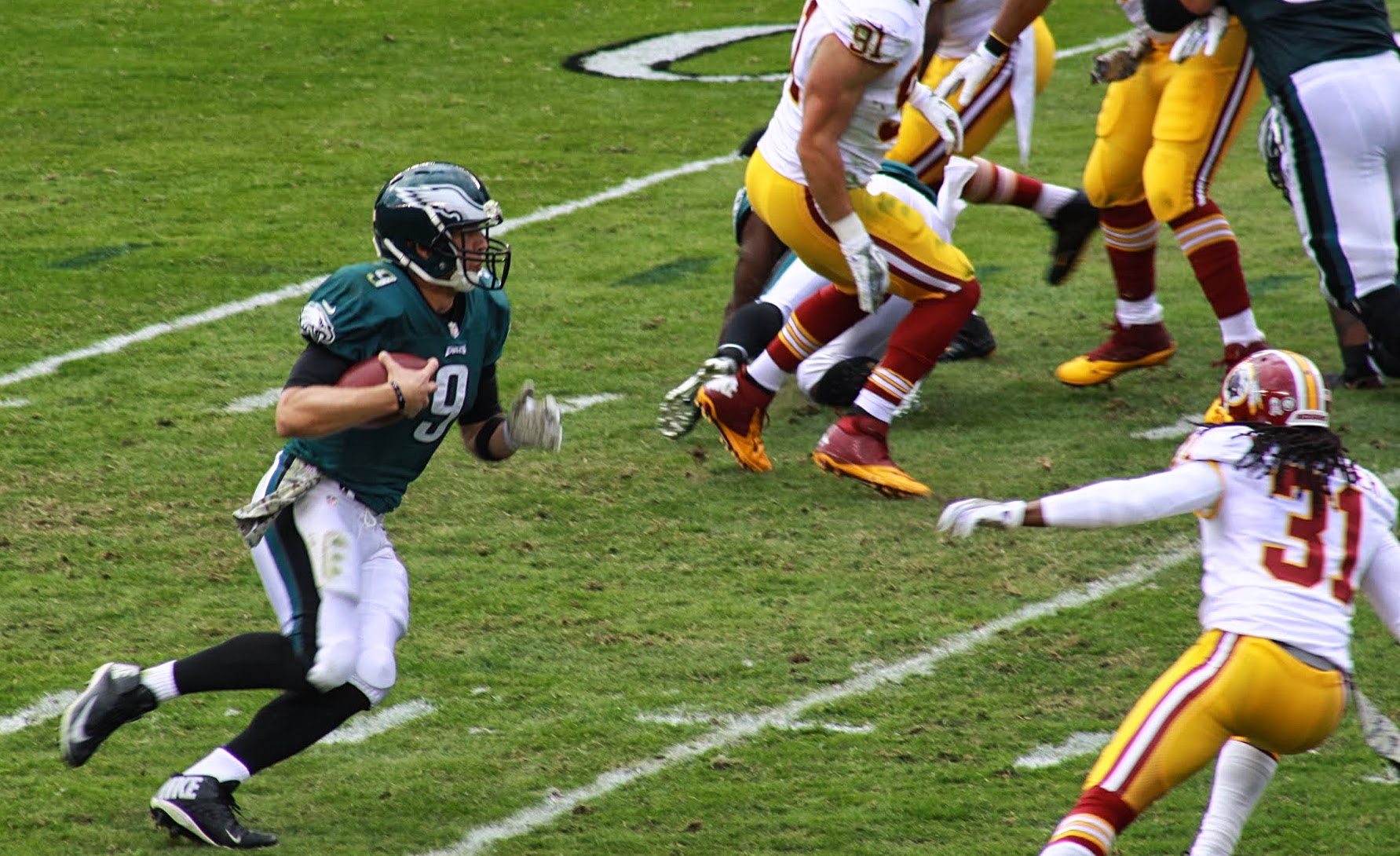
Foles contro i Redskins il 17 novembre 2013.

Il 20 agosto 2013, il nuovo allenatore degli Eagles Chip Kelly annunciò che Michael Vick sarebbe stato il quarterback titolare della franchigia per l'imminente stagione. La prima gara del 2013, Foles la disputò nella settimana 5 contro i Giants quando rilevò l'infortunato Vick e condusse gli Eagles alla seconda vittoria stagionale, interrompendo una striscia di tre sconfitte consecutive. La sua gara terminò con 197 yard e 2 touchdown, entrambi nel quarto periodo di gioco. Partito come titolare nella settimana successiva al posto dell'infortunato Vick, Foles disputò una prova notevole passando 296 yard, 3 touchdown e segnandone un quarto su corsa, guidando Philadelphia alla vittoria sui Buccaneers in trasferta. Per questa prestazione fu premiato come miglior giocatore offensivo della NFC della settimana e come quarterback della settimana. Nella settimana 9 contro gli Oakland Raiders Foles pareggiò il record NFL di altri sei giocatori (Sid Luckman, George Blanda, Joe Kapp, Y.A. Tittle, Adrian Burk e Peyton Manning) passando 7 touchdown, divenendo l'unico di questo ristretto gruppo a terminare la partita del record con un passer rating perfetto, frutto di 22 passaggi completati su 28 tentativi per 406 yard e nessun intercetto subito. Per la seconda volta in stagione dopo quella gara fu nominato miglior giocatore offensivo della NFC della settimana e come quarterback della settimana. A fine novembre fu premiato come miglior giocatore offensivo della NFC del mese, dopo aver fatto registrare il passer rating più alto della storia della NFL per un singolo mese di calendario con 152,8.

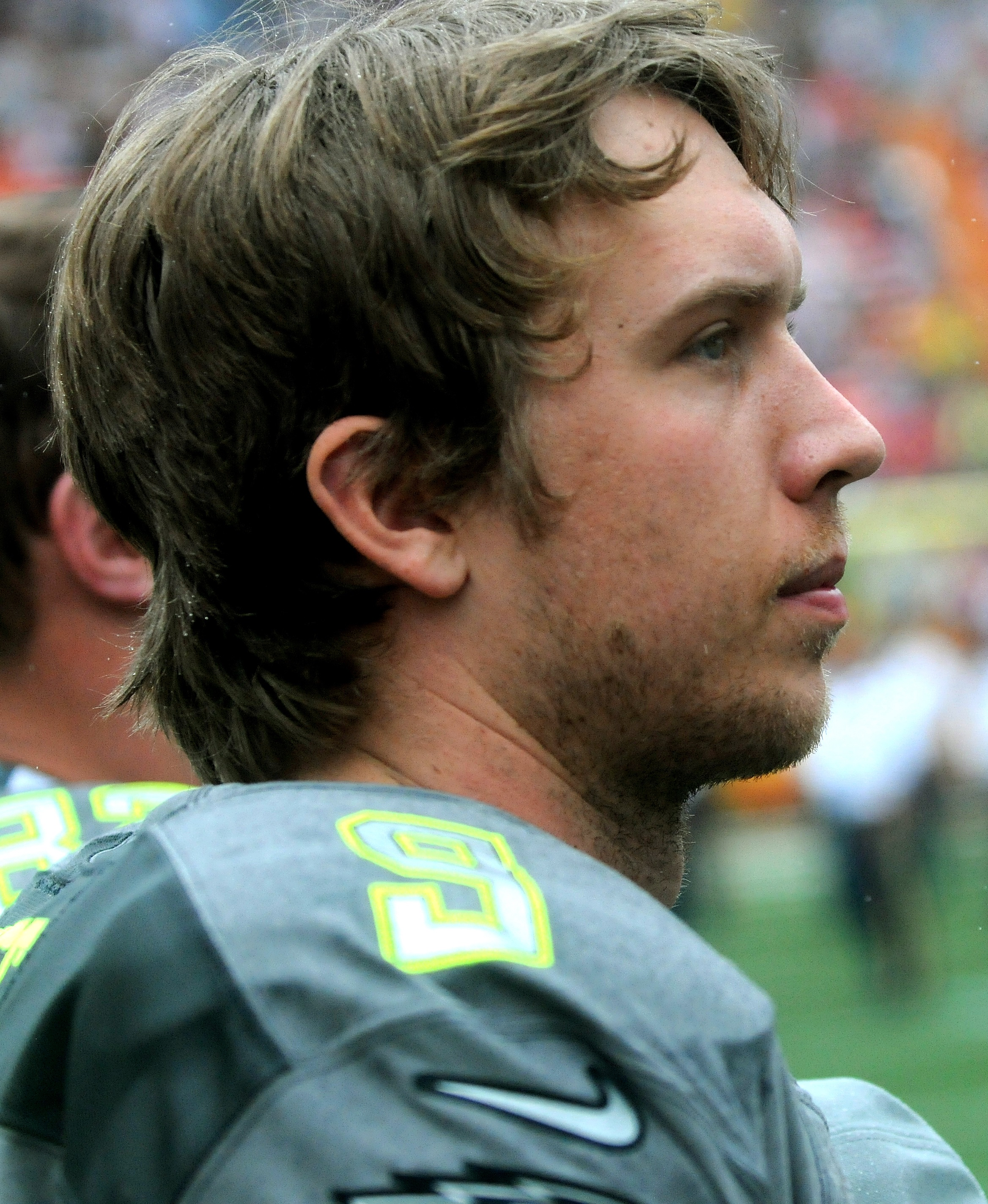
Foles nel Pro Bowl 2014

Nella settimana 13 contro gli Arizona Cardinals gli Eagles vinsero la quarta gara consecutiva con Foles che passò 237 yard e 3 touchdown, tutti per i suoi tight end. La domenica successiva, durante una tormenta di neve in un Lincoln Financial Field ai limiti della praticabilità, Foles interruppe a 19 la sua striscia di touchdown consecutivi senza subire intercetti, la seconda migliore di tutti i tempi per iniziare una stagione dietro ai 22 di Peyton Manning. Gli Eagles riuscirono comunque ad avere ragione dei Lions per 34-20.
Nell'ultima gara della stagione, gli Eagles affrontarono i Cowboys all'AT&T Stadium in una sfida che avrebbe visto la vincente aggiudicarsi la NFC East division e la perdente venire eliminata dalla corsa ai playoff. Foles passò 263 yard e 2 touchdown e gli Eagles trionfarono tornando alla post-season dopo due stagioni di assenza. Foles terminò la stagione regolare con 27 passaggi da touchdown e a fronte di due soli intercetti, all'epoca il miglior rapporto tra touchdown e intercetti della storia della NFL (fu superato da Tom Brady nel 2016) e il suo passer rating di 119,0 fu il migliore della stagione e il terzo della storia della lega, dietro il 122,5 di Aaron Rodgers nel 2011 e il 121,1 di Peyton Manning nel 2004.
Il 4 gennaio 2014, gli Eagles ospitarono i New Orleans Saints nel primo turno dei playoff. Foles passò 195 yard e 2 touchdown, ancora senza subire intercetti, ma la sua squadra fu eliminata con un punteggio di 26-24. Il 20 gennaio, il quarterback fu convocato per il suo primo Pro Bowl in sostituzione di Peyton Manning, impegnato con i Denver Broncos nel Super Bowl XLVIII. Nel corso dell'evento completò 7 passaggi su 10 per 89 yard e un touchdown, venendo premiato come miglior giocatore offensivo della gara. A fine anno fu votato al 70º posto nella NFL Top 100 dai suoi colleghi.

#### 2014
I Jacksonville Jaguars fecero tremare gli Eagles nella prima partita della stagione, portandosi in vantaggio 17-0 nel primo tempo, con Foles che perse tre palloni (un intercetto e 2 fumble) dopo averne persi quattro nell'intera annata precedente. La squadra uscì però trasformata dopo l'intervallo, col quarterback che passò due touchdown, incluso quello del sorpasso da 68 yard per il rientrante Jeremy Maclin, andando a vincere 34-17. Anche la settimana successiva contro i Colts, Philadelphia vinse in rimonta grazie alle giocate di Foles: in svantaggio di sette punti nel quarto periodo, prima passò il touchdown del pareggio ancora per Maclin a 3.25 dal termine, poi guidò la squadra in posizione utile per segnare il field goal della vittoria mentre il tempo andava esaurendosi. La sua gara terminò con 331 yard passate, un touchdown e un intercetto. Nella settimana 3 gli Eagles si confermarono l'attacco più prolifico della lega vincendo coi Redskins 37-34, dove Nick passò 325 yard e 3 touchdown.

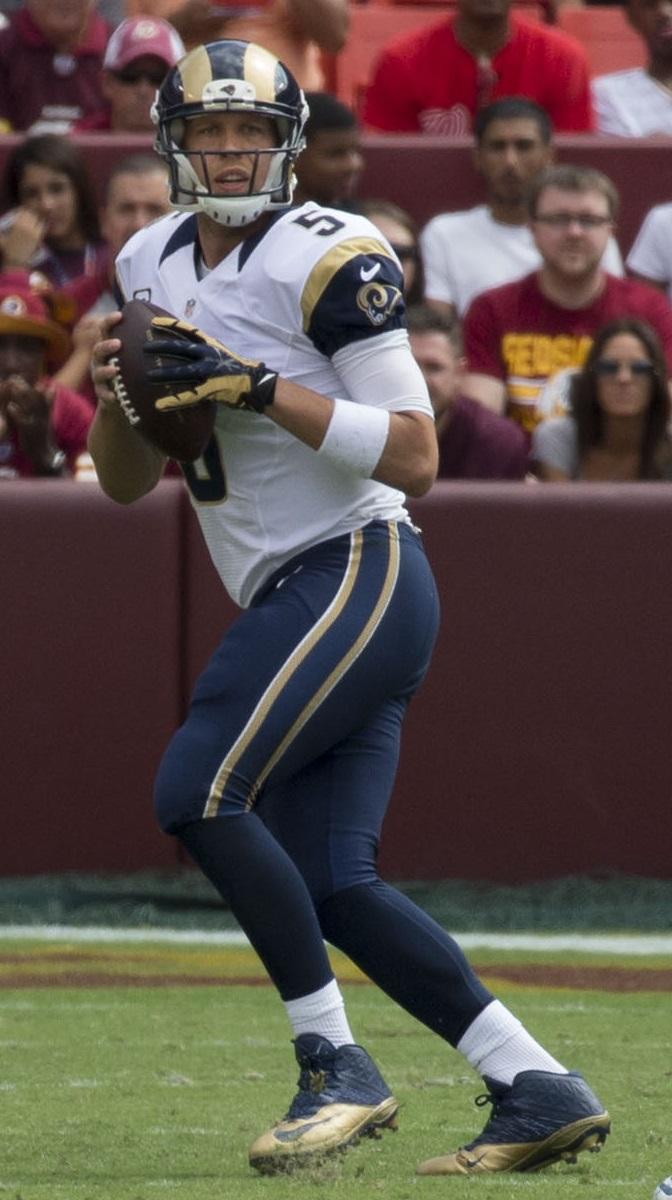
Foles coi Rams nel 2015

Dopo una sconfitta contro San Francisco e una vittoria su St. Louis, gli Eagles inflissero un sonoro 27-0 ai Giants in cui Foles passò 250 yard e due touchdown, salendo a un record di 5-1. Nella settimana 9 contro i Texans, il quarterback fu costretto a lasciare la gara nel primo tempo a causa di un infortunio che si rivelò una frattura della clavicola, costringendolo a uno stop di almeno un mese.

### St. Louis Rams
Il 10 marzo 2015, Foles fu scambiato coi St. Louis Rams per l'altro quarterback Sam Bradford. Il 7 agosto dello stesso anno firmò un rinnovo contrattuale fino al 2017 del valore di 24,5 milioni di dollari, inclusi 14 milioni garantiti. La sua esperienza con la nuova maglia iniziò con una vittoria interna ai supplementari coi Seahawks, prima di perdere le successive due gare. La vittoria tornò nel quarto turno contro i precedentemente imbattuti Cardinals, in cui passò 171 yard e 3 touchdown. Dopo due sconfitte contro Vikings e Bears che fecero scendere i Rams a un record di 4-5, il 17 novembre fu annunciato che Foles sarebbe stato sostituito come titolare da Case Keenum. Questi però nella sua prima gara subì una commozione cerebrale, così Foles tornò titolare nella settimana 12, dove subì tre intercetti e St. Louis perse la quarta gara consecutiva.
Il 27 luglio 2016, Foles chiese ed ottenne di essere svincolato dai Rams dopo che questi avevano scelto come primo assoluto nel Draft NFL 2016 il quarterback Jared Goff.

### Kansas City Chiefs
Il 3 agosto 2016, Foles firmò con i Kansas City Chiefs. Domenica 30 ottobre nella settimana 8 subentrò all'infortunato Alex Smith segnando la prima presenza in stagione, passando per 223 yard e lanciando 2 touchdown. La settimana successiva venne schierato da titolare nella vittoria contro i Jacksonville Jaguars lanciando 187 yard e un touchdown. Nella sua unica stagione con la squadra disputò tre partite, con 3 TD passati e nessun intercetto subito.

### Ritorno agli Eagles
Il 13 marzo 2017, Foles firmò un contratto biennale per fare ritorno ai Philadelphia Eagles come riserva del quarterback al secondo anno Carson Wentz. Dopo che questi infortunò per tutto il resto della stagione, Foles partì come titolare nella settimana 15, passando 4 touchdown nella vittoria sui Giants Seguì poi una vittoria sui Raiders prima dell'ininfluente sconfitta coi Cowboys nell'ultimo, con gli Eagles già sicuri del primo posto nel tabellone della NFC nei playoff. Il 13 gennaio 2018, nel divisional round, Foles portò la squadra alla vittoria sugli Atlanta Falcons per 15-10 passando 246 yard senza touchdown e intercetti, regalando agli Eagles la prima vittoria ai playoff in nove stagioni e qualificandosi per la finale di conference. Il 21 gennaio seguente, nella partita valevole per il titolo di campione NFC, Foles gioca una delle partite migliori della sua carriera, lanciando per un totale di 352 yard e 3 touchdown, sconfiggendo i Minnesota Vikings per 38-7 e qualificandosi per il Super Bowl LII del 4 febbraio 2018 contro i New England Patriots. Nella finalissima contro i campioni in carica, Foles ricevette un passaggio da touchdown dal tight end Trey Burton, giocata nota come Philly Special, diventando il primo quarterback con un touchdown lanciato e uno ricevuto nel Super Bowl, oltre che il terzo quarterback a ricevere un passaggio nel Super Bowl, dopo John Elway nel Super Bowl XXII e Jim Kelly nel Super Bowl XXVI. Gli Eagles vinsero per 41–33 conquistando il primo Super Bowl della loro storia, con Foles che completò 28 passaggi su 43 per 373 yard, 3 TD passati e un intercetto subito, venendo premiato come miglior giocatore della partita.
Con Wentz non ancora pronto dopo l'infortunio dell'anno precedente, Foles tornò ad essere nominato quarterback titolare per l'inizio della stagione 2018, portando la squadra alla vittoria nel primo turno contro i Falcons. Wentz tornò titolare a partire dal terzo turno. Dopo la sconfitta del 14º turno contro i Cowboys fu annunciato che questi avrebbe chiuso in anticipo la sua stagione per un infortunio alla schiena, così Foles fu nominato titolare per le ultime tre gare. Nella gara contro i Rams e nello stadio dove pochi mesi prima aveva vinto il Super Bowl, portò gli Eagles a un'insperata vittoria sulla squadra con il miglior record della lega. Nel penultimo turno fu premiato come giocatore offensivo della NFC della settimana dopo avere passato un record di franchigia di 471 yard con 4 touchdown nella vittoria sugli Houston Texans per 32-30. Foles tornò in campo dopo un duro colpo subito che lo portò brevemente in panchina portando la squadra al drive della vittoria a due minuti dal termine. Per la terza volta in carriera dopo questa gara fu premiato come quarterback della settimana.

### Jacksonville Jaguars

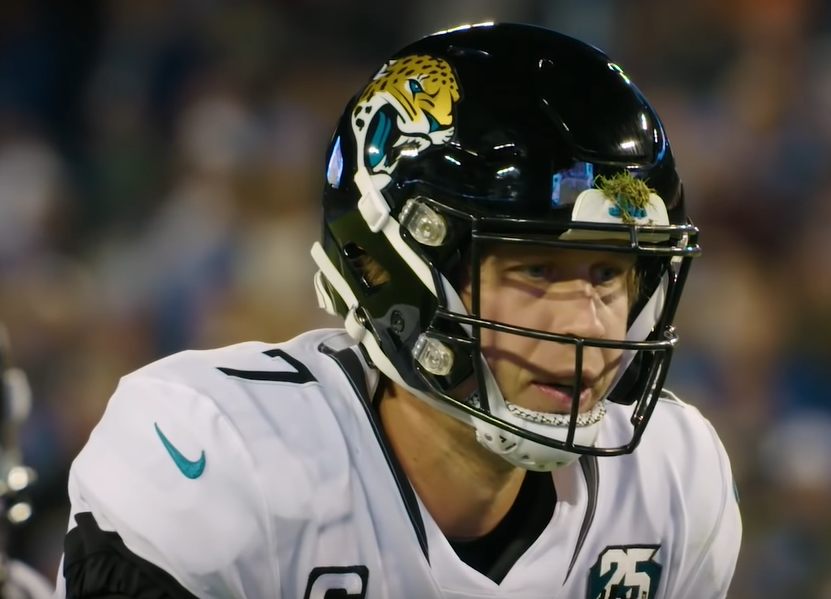
Foles nel 2019 con i Jaguars

Il 13 marzo 2019, Foles firmò un contratto quadriennale del valore di 88 milioni di dollari con i Jacksonville Jaguars. Nella prima partita della stagione fu però colpito dalla sfortuna quando fu costretto a lasciare il campo per la frattura della clavicola sinistra. Rimase fuori dai campi di gioco fino al nono turno, tornando ad essere nominato titolare per la gara della settimana 10 nonostante le buone prestazioni del suo sostituto Gardner Minshew. Dopo due sconfitte e un'altra prestazione con tre palloni persi nel primo tempo della settimana 13, l'allenatore Doug Marrone lo sostituì nuovamente con Minshew a partita in corso contro i Tampa Bay Buccaneers. Quella fu la sua ultima presenza stagionale, chiudendo con 736 yard passate, 3 touchdown, 2 intercetti subiti e un record di 0-4 come titolare.

### Chicago Bears
Il 18 marzo 2020 Foles fu scambiato con i Chicago Bears per una scelta del quarto giro del Draft NFL 2020. Nelle prime partite a partire come titolare fu Mitchell Trubisky finché nel terzo turno Foles lo sostituì dopo un intercetto nel terzo periodo, con la squadra in svantaggio di 16 punti contro gli Atlanta Falcons. Il quarterback passò tre touchdown nel quarto periodo (con un intercetto) portando i Bears alla vittoria in rimonta per 30-26. La settimana successiva fu nominato titolare ma non giocò bene nella sconfitta contro gli Indianapolis Colts. Foles rimase titolare fino alla settimana 11 senza particolari acuti, finché Trubisky tornò ad essere nominato partente nel dodicesimo turno.

### Indianapolis Colts
Il 23 maggio 2022 Foles firmò un biennale con gli Indianapolis Colts. Fece la sua prima apparizione coi Colts negli ultimi minuti nella gara del secondo turno contro i Jacksonville Jaguars, persa per 0–24. Il 21 dicembre, prima della gara del 16º turno, fu nominato titolare per il resto della stagione dall'allenatore Jeff Saturday al posto di Matt Ryan. Nella gara contro i Los Angeles Chargers passò 143 yard e subì tre intercetti nella sconfitta per 20-3. Nella gara successiva contro i New York Giants Foles si infortunò dopo un sack subito da Kayvon Thibodeaux nel secondo quarto della sconfitta 10–38. Il 5 maggio 2023 Foles fu svincolato dai Colts.
L'8 agosto 2024 Foles firmò un contratto di un giorno per ritirarsi come membro degli Eagles. Gli Eagles annunciarono che gli avrebbero reso omaggio nella prima partita casalinga della stagione, il 16 settembre.

## Palmarès

### Franchigia
- Super Bowl : 1

Philadelphia Eagles: LII
- National Football Conference Championship: 1

Philadelphia Eagles: 2017

### Individuale
- MVP del Super Bowl: 1

2017
- MVP del Pro Bowl: 1

2013
- Convocazioni al Pro Bowl: 1

2013
- Giocatore offensivo del mese della NFC: 1

novembre 2013
- Quarterback della settimana: 3

6ª e 9ª del 2013, 16ª del 2018
- Giocatore offensivo della settimana della NFC: 3

6ª e 9ª del 2013, 16ª del 2018
- Record NFL: maggior numero di passaggi da touchdown in una gara - 7 (condiviso)[53]

## Statistiche

### Stagione regolare
| 2012   | PHI    | 7  | 6  | 1–5   | 161   | 265   | 60,8 | 1.699  | 6,4 | 46 | 6  | 5  | 79,1  | 11  | 42  | 3,8  | 14 | 1 | 20  | 131 | 8  | 3  |
| 2013   | PHI    | 13 | 10 | 8–2   | 203   | 317   | 64,0 | 2.891  | 9,1 | 63 | 27 | 2  | 119,2 | 57  | 221 | 3,9  | 21 | 3 | 28  | 173 | 4  | 2  |
| 2014   | PHI    | 8  | 8  | 6–2   | 186   | 311   | 59,8 | 2.163  | 7,0 | 68 | 13 | 10 | 81,4  | 16  | 68  | 4,3  | 14 | 0 | 9   | 74  | 4  | 3  |
| 2015   | STL    | 11 | 11 | 4–7   | 190   | 337   | 56,4 | 2.052  | 6,1 | 68 | 7  | 10 | 69,0  | 17  | 20  | 1,2  | 10 | 1 | 14  | 98  | 5  | 2  |
| 2016   | KC     | 3  | 1  | 1–0   | 36    | 55    | 65,5 | 410    | 7,5 | 49 | 3  | 0  | 105,9 | 4   | −4  | −1,0 | −1 | 0 | 4   | 34  | 0  | 0  |
| 2017   | PHI    | 7  | 3  | 2–1   | 57    | 101   | 56,4 | 537    | 5,3 | 35 | 5  | 2  | 79,5  | 11  | 3   | 0,3  | 9  | 0 | 5   | 44  | 6  | 2  |
| 2018   | PHI    | 5  | 5  | 4–1   | 141   | 195   | 72,3 | 1.413  | 7,2 | 83 | 7  | 4  | 96,0  | 9   | 17  | 1,9  | 4  | 0 | 9   | 47  | 4  | 2  |
| 2019   | JAX    | 4  | 4  | 0–4   | 77    | 117   | 65,8 | 736    | 6,3 | 39 | 3  | 2  | 84,6  | 4   | 23  | 5,8  | 13 | 0 | 8   | 60  | 2  | 2  |
| 2020   | CHI    | 9  | 7  | 2–5   | 202   | 312   | 64,7 | 1.852  | 5,9 | 50 | 10 | 8  | 80,8  | 16  | 1   | 0,1  | 7  | 1 | 18  | 145 | 2  | 0  |
| 2021   | CHI    | 1  | 1  | 1–0   | 24    | 35    | 68,6 | 250    | 7,1 | 30 | 1  | 0  | 98,5  | 4   | 8   | 2,0  | 8  | 0 | 4   | 21  | 1  | 0  |
| 2022   | IND    | 3  | 2  | 0–2   | 25    | 42    | 59,5 | 224    | 5,3 | 49 | 0  | 4  | 34,3  | 2   | 8   | 4,0  | 8  | 0 | 8   | 48  | 0  | 0  |
| Totale | Totale | 71 | 58 | 29–29 | 1.302 | 2.087 | 62,4 | 14.227 | 6,8 | 83 | 82 | 47 | 86,2  | 151 | 407 | 2,7  | 21 | 6 | 127 | 875 | 36 | 16 |

### Play-off
| 2013   | PHI    | 1  | 1  | 0–1 | 23  | 33  | 69,7 | 195   | 5,9 | 40 | 2  | 0 | 105,0 | 1 | 3  | 3,0  | 3 | 0 | 2 | 19 | 0 | 0 |
| 2016   | KC     | NG | NG | NG  | -   | -   | -    | -     | -   | -  | -  | - | -     | - | -  | -    | - | - | - | -  | - | - |
| 2017   | PHI    | 3  | 3  | 3–0 | 77  | 106 | 72,6 | 971   | 9,2 | 55 | 6  | 1 | 115,7 | 5 | −2 | −0,4 | 1 | 0 | 2 | 14 | 2 | 0 |
| 2018   | PHI    | 2  | 2  | 1–1 | 43  | 71  | 60,6 | 467   | 6,6 | 37 | 3  | 4 | 70,6  | 3 | −1 | −0,3 | 1 | 1 | 1 | 8  | 0 | 0 |
| 2020   | CHI    | NG | NG | NG  | -   | -   | -    | -     | -   | -  | -  | - | -     | - | -  | -    | - | - | - | -  | - | - |
| Totale | Totale | 6  | 6  | 4–2 | 143 | 210 | 68,1 | 1.633 | 7,8 | 55 | 11 | 5 | 98,8  | 9 | 0  | 0,0  | 3 | 1 | 5 | 41 | 2 | 0 |

Fonte: PFR

In grassetto i record in carriera

     leader della lega  —      vittoria nel Super Bowl —      MVP del Super Bowl —      record NFL
Statistiche aggiornate alla stagione 2022